# トゥアンザオ県

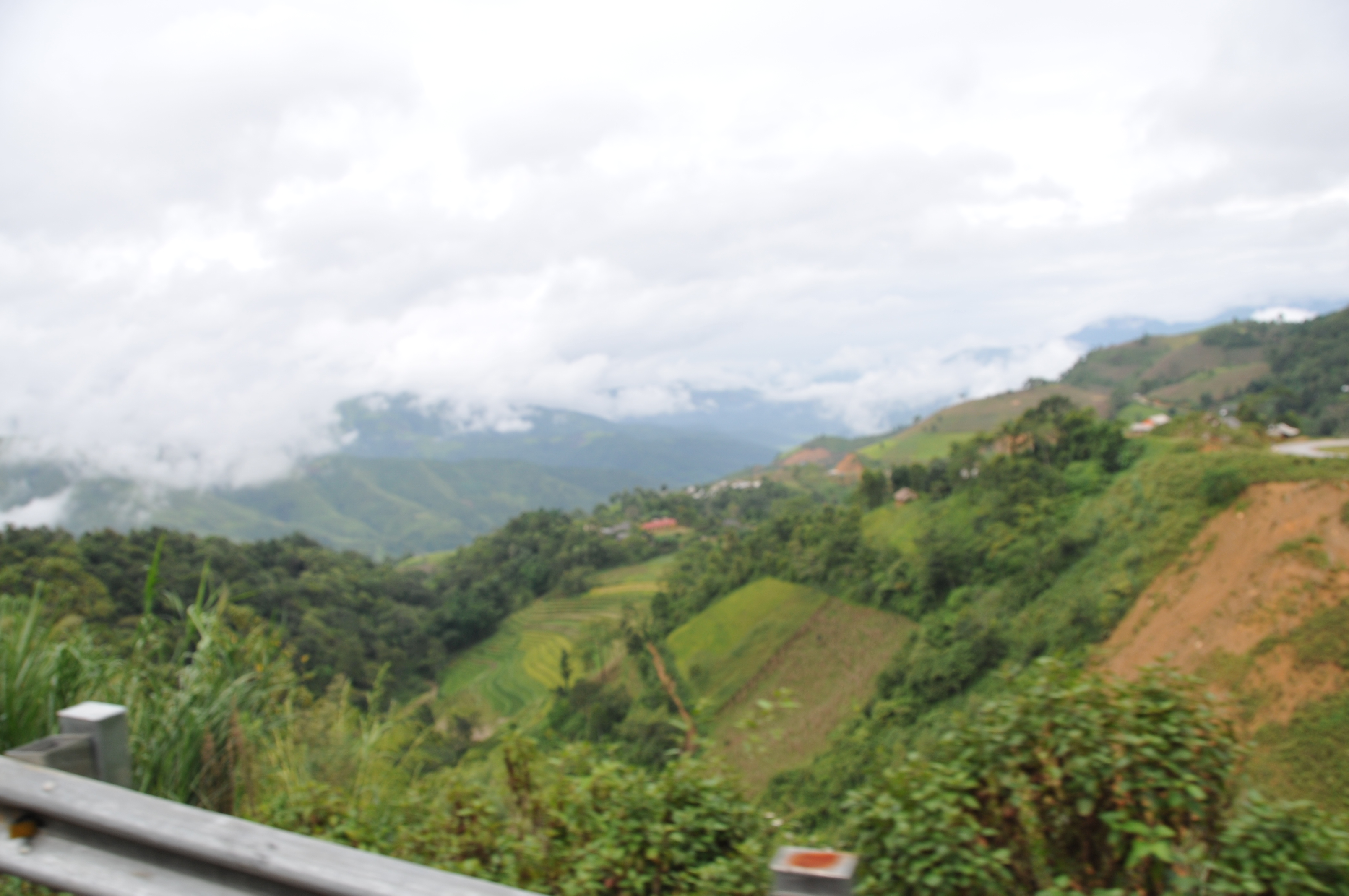
ファディン峠

トゥアンザオ県（トゥアンザオけん、ベトナム語：Huyện Tuần Giáo / 縣遵教?）は、ベトナム社会主義共和国ディエンビエン省の県である。面積は1,136.29 km²、人口は80,810人（2017年）である。

## 行政区画
1市鎮19社から構成される。